# Іван Щирський

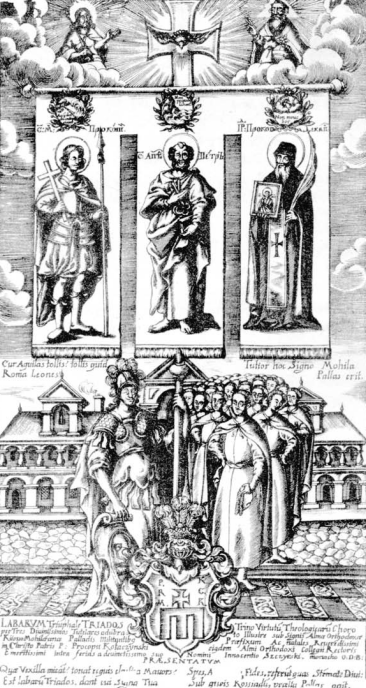
Тезис Щирського присвячений ректору Київської Академії П. Колачинському

Іва́н Щи́рський , у чернецтві (з 1689) Інокентій (бл. 1650 — †1714), визначний гравер на міді доби бароко школи О. Тарасевича, церковно-культурний діяч родом імовірно з Чернігова.
Освіту здобув у Чернігівській Колегії, в якій був викладачем (1707 — 09), У 1680 — 83 pp. Щирський працював у Вільні, з 1683 в Чернігові і з 1689 у Києво-Печерській Лаврі, не пориваючи з Черніговом. У 1690-их pp. Щирський заснував Любецько-Антоніївський скит-монастир і став його ігуменом, при підтримці І. Мазепи збудував 1711 церкву св. Онуфрія в Любеч б. ;Чернігів  там і помер. Живучи в монастирі, Щирський працював для друкарень Києва й Чернігова. З мист. спадщини Щирського віденського періоду досі відомі: форта (титульна стор.) панегірика на честь Я. Огінського (1680), гравюра-мідерит Івана Золотоустого й емблема-натюрморт (1682).
До найкращих праць Щирського зараховують 8 мідеритів до чернігівського видання панегірика Л. Крщоновича на честь єпископа Лазаря Барановича («Redivivus phoenix», 1683) і три мідерити до підручника реторики («Ilias oratoria», 1698), того ж автора. Найвідоміший тезис Щирського, виконаний у традиціях іконостасу, присвячений ректору Київської Академії П. Колачинському (1697 — 1702), у центрі якого зображена група студентів на чолі з ректором, на тлі будинку Академії. Зразком барокової композиції Щирського є тезис І. Обидовського на честь Азовської кампанії (1688 — 91) з символічними і алегоричними фігурами, емблемами, декоративними рамками тощо. 7 великих мідеритів Щирського оздоблюють панегірик С. Яворського, присвячений І. Мазепі «Echo głosu wołającego na puszczy» (польсько-латинський друк Києво-Печерської Лаври, 1689). Форта і три мідерити Щарського оформлюють друк-панегірик І. Орновського на честь полковника Г. Донець-Захаржевського «Bogaty Wiridarz» (1705). З того ж року походять 2 гравюри Щирського в брошурі «Зерцало от писанія божественнаго…» з гербами І. Мазепи й І. Максимовича. І. Мазепі Щирський присвятив великого формату гравюру св. Онуфрія. Щирський працював переважно у панегіричній графіці в техніці мідериту, яку вперше застосував у кириличному видавництві твору Л. Барановича «Благодать и истина …» (1683). Офортом і дереворитом Щирський послуговувався дуже рідко. Для книг виконував гол. титульні форти, фронтиспіси, нечисленні ілюстрації, декоративні орнаментальні рамки, кінцівки. Його великий мистецький дорібок тільки частинно ідентифікований.